# Népművelődés
Népművelődés – a román Minisztertanács mellett működő kulturális intézmények bizottságának folyóirata. Havonta jelent meg Bukarestben, 1951 januárjától 1952 májusáig; ekkor beolvadt a Művelődési Útmutatóba. Művelődési propagandalap volt, a Cultura Poporului társlapja. Főszerkesztőjének neve nincs feltüntetve, s a benne közölt írások közül is a legtöbb fordítás.